# Nel Bos
Petronella Johanna Maria Bos, detta Nel (Willemstad, 23 novembre 1947), è una nuotatrice olandese.

## Carriera

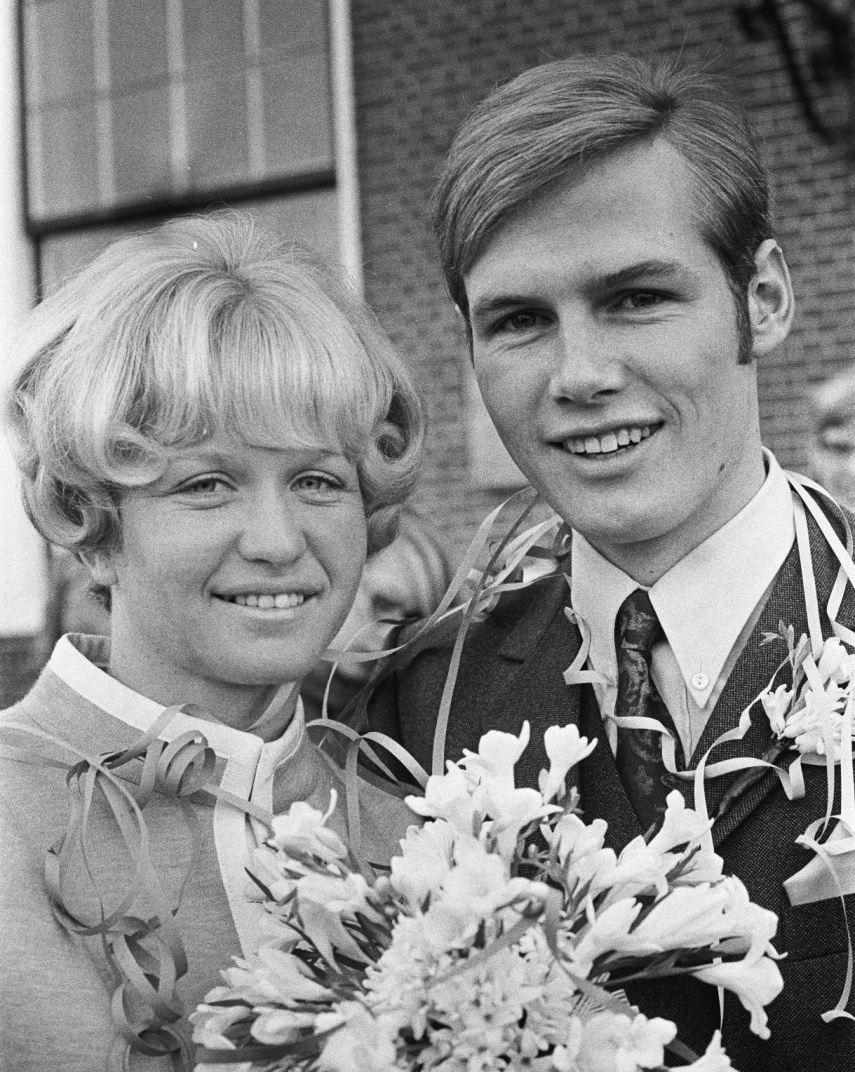
Nel Bos con suo marito nel giorno del loro matrimonio, il 20 dicembre 1969

Specialista della farfalla e dello stile libero, Nel Bos fece parte della nazionale olandese negli anni sessanta.
All'età di vent'anni, venne convocata per le Olimpiadi di Città del Messico.
In quest'occasione prese parte a ben quattro gare: raggiunse la semifinale sia nei 100 m sl sia nei 100 m farfalla, piazzandosi rispettivamente tredicesima e undicesima; mancò per soli quattro centesimi l'accesso alla finale nella staffetta 4x100 m stile libero insieme alle compagne Hella Rentema, Bep Weeteling e Mirjam van Hemert, mentre conquistò la finale nella 4x100 m misti, dove lei e le compagne di squadra Cobie Buter, Klenie Bimolt e Ada Kok terminarono settime.
Non prese parte ad ulteriori competizioni negli anni a venire. Un anno dopo le Olimpiadi di Città del Messico, si sposò e lasciò il nuoto agonistico.

## Palmarès
| Giochi olimpici                | 100 m sl         | 100 m farfalla   | 4 × 100 m sl          | 4 × 100 m misti |
| 1968 Città del Messico Messico | 13ª in SF 1'02"8 | 11ª in SF 1'08"5 | 9ª in batteria 4'16"7 | 7ª 4'38"7       |